# مایکل گیلدی
مایکل گیلدِیْ (انگلیسی: Michael M. Gilday؛ زادهٔ ۱۰ اکتبر ۱۹۶۲) ادمیرال بازنشسته نیروی دریایی ایالات متحده آمریکا است، که در فاصله سال‌های ۲۰۱۹ تا ۲۰۲۳ به‌عنوان سی و دومین فرمانده عملیات نیروی دریایی آمریکا فعالیت می‌کرد.
گیلدی در دوران خدمت خود، فرماندهی دو ناوشکن، مدیر ستاد مشترک، فرماندهی ناوگان دهم ایالات متحده آمریکا، فرماندهی سایبری ناوگان و رهبری گروه ضربت ۸ ناو هواپیمابر را برعهده داشت.